# Paraminota bhaumiki
Paraminota bhaumiki es una especie de insecto coleóptero de la familia Chrysomelidae. Fue descrita científicamente en 1982 por Basu & Sen Gupta.